# Marcello Acquaviva
Marcello Acquaviva (Napoli, 1531 – Sant'Omero, 18 marzo 1617) è stato arcivescovo di Otranto dal 1586 al 1606.

## Biografia
Marcello Acquaviva nacque nel 1531 a Napoli, regione della Terra di Lavoro (oggi città metropolitana di Napoli) ed arcidiocesi di Napoli, allora capitale del Regno di Napoli (oggi in Campania, Repubblica Italiana); era figlio di Baldassarre Acquaviva, marchese di Bellante, e di Girolama Gaetani dell'Aquila d'Aragona.
Il 25 febbraio 1587 papa Sisto V lo nominò, cinquantaseienne, arcivescovo metropolita di Otranto; succedette a Pedro Corderos, deceduto nel 1585. Rimangono sconosciute la data, il luogo ed il nome di chi gli impose le mani durante la sua consacrazione episcopale. Prese possesso dell'arcidiocesi durante una cerimonia successiva che si svolse presso la cattedrale di Santa Maria Annunziata ad Otranto ed in seguito ricevette il pallio, simbolo di comunione tra la Santa Sede ed il metropolita.
L'8 gennaio 1590 papa Sisto V lo nominò, cinquantanovenne, nunzio apostolico nella Repubblica di Venezia; succedette a Girolamo Matteucci, arcivescovo-vescovo di Sarno, contestualmente cessato nell'incarico. Terminò la missione diplomatica il 22 dicembre 1591, quando gli succedette Alessandro Musotti, vescovo di Imola.
Il 13 settembre 1592 papa Clemente VIII lo nominò, sessantunenne, nunzio apostolico nel Ducato di Savoia; succedette a Giulio Ottinelli, vescovo di Fano, contestualmente cessato nell'incarico. Tentò di far riconciliare Carlo Emanuele I di Savoia con Enrico IV di Francia. Terminò la missione diplomatica il 1º settembre 1595, quando gli succedette Giulio Cesare Riccardi, arcivescovo metropolita di Bari e Canosa.
Intanto il 14 aprile 1595 era stato nominato vice-legato di Bologna; succedette al trentaseienne Ottavio Bandini, che il 19 giugno fu poi nominato arcivescovo metropolita di Fermo. Assunse l'incarico al suo rientro in Italia, giungendo a Bologna nel maggio seguente, ma non trovandosi a proprio agio chiese ed ottenne di essere rimosso dall'incarico il 10 agosto dopo soli quattro mesi; il 22 agosto gli succedette Annibale Rucellai, vescovo di Carcassonne.
Nel 1606 papa Paolo V accettò la sua rinuncia dal governo pastorale dell'arcidiocesi di Brindisi, divenendone arcivescovo emerito all'età di settantacinque anni; il 20 novembre dello stesso anno gli succedette il trentasettenne Lucio de Morra. Aveva rinunciato alla sede arcidiocesana per mantenere la residenza a Roma dietro promessa di fare più utili servizi alla corona napoletana, il che era molto importante per la monarchia
Morì il 18 marzo 1617 a Sant'Omero, all'età di circa ottantasei anni e senza essere riuscito ad ottenere il cardinalato a cui aspirava.

## Successione apostolica
La successione apostolica è:
- Cardinale Lorenzo Priuli (1591)